# Europese kampioenschappen kunstschaatsen 1928
De Europese Kampioenschappen kunstschaatsen 1928 was de 27 editie van het jaarlijks terugkerend evenement dat wordt georganiseerd door de Internationale Schaatsunie. Het werd gehouden in Troppau, Tsjechoslowakije. Voor stad en land was het de eerste keer dat het EK hier plaatsvond.

## Historie
De Duitse en Oostenrijkse schaatsbond, verenigd in de "Deutscher und Österreichischer Eislaufverband", organiseerden zowel het eerste EK Schaatsen voor mannen als het eerste EK Kunstschaatsen voor mannen in 1891 in Hamburg, in toen nog het Duitse Keizerrijk, nog voor het ISU in 1892 werd opgericht. De internationale schaatsbond nam in 1892 de organisatie van het EK kunstschaatsen over. In 1895 werd besloten voortaan het WK kunstschaatsen te organiseren en kwam het EK te vervallen. In 1898, na twee jaar onderbreking, vond toch weer een herstart plaats van het EK kunstschaatsen.
De vrouwen en paren zouden vanaf 1930 jaarlijks om de Europese titel strijden. De ijsdansers streden vanaf 1954 om de Europese titel in het kunstschaatsen.

## Deelname
Er namen zeven mannen uit twee landen deel aan dit kampioenschap.
Willy Böckl nam voor de achtste keer deel aan het EK. Voor Otto Preissecker en Ludwig Wrede was het hun vierde deelname. Voor Hugo Karl Schäfer en Wilhelm Czech was het hun tweede deelname. Rudolf Praznowski en Otto Zappe waren de debutanten op dit EK.
| Oostenrijk (4) Tsjecho-Slowakije (3) |

## Medaille verdeling
Voor de vierde keer bestond het erepodium bij het EK kunstschaatsen volledig uit deelnemers uit één land. Op het eerste EK in 1891 stonden er drie Duitsers op het podium, in 1922, 1927 en dit jaar drie Oostenrijkers. Willy Böckl veroverde zijn zesde Europese titel, ook in 1922, 1923, 1925, 1926 en 1927 werd hij Europees kampioen, het was zijn achtste medaille, in 1913 en 1914 werd hij derde. Voor Karl Schäfer op plaats twee was het zijn tweede medaille, in 1927 werd hij derde. Otto Preissecker op plaats drie veroverde zijn derde medaille op het EK Kunstschaatsen, hij werd derde in 1925 en tweede in 1926..
| Discipline | Goud        | Zilver       | Brons            |
| ---------- | ----------- | ------------ | ---------------- |
| Mannen     | Willy Böckl | Karl Schäfer | Otto Preissecker |

## Uitslagen

### Mannen
| Goud   | Willy Böckl (8)      | Vlag van Oostenrijk |  |
| Zilver | Karl Schäfer (2)     | Vlag van Oostenrijk |  |
| Brons  | Otto Preissecker (4) | Vlag van Oostenrijk |  |
| 4      | Ludwig Wrede (4)     | Vlag van Oostenrijk |  |
| 5      | Rudolf Praznowski    | Vlag van Tsjechië   |  |
| 6      | Otto Zappe           | Vlag van Tsjechië   |  |
| 7      | Wilhelm Czech (2)    | Vlag van Tsjechië   |  |

Medaillewinnaars

Mannen · 
Vrouwen ·
Paren · 
IJsdansen

Toernooi

1891 · 
1892 · 
1893 · 
1894 · 
1895 · 
1896-1897 · 
1898 · 
1899 · 
1900 · 
1901 · 
1902-1903 · 
1904 · 
1905 · 
1906 · 
1907 · 
1908 · 
1909 · 
1910 · 
1911 · 
1912 · 
1913 · 
1914 · 
1915-1921 · 
1922 · 
1923 · 
1924 · 
1925 · 
1926 · 
1927 · 
1928 · 
1929 · 
1930 · 
1931 · 
1932 · 
1933 · 
1934 · 
1935 · 
1936 · 
1937 · 
1938 · 
1939 ·
1940-1946 · 
1947 · 
1948 · 
1949 · 
1950 · 
1951 · 
1952 · 
1953 · 
1954 · 
1955 · 
1956 · 
1957 · 
1958 · 
1959 · 
1960 · 
1961 · 
1962 · 
1963 · 
1964 · 
1965 · 
1966 · 
1967 · 
1968 · 
1969 · 
1970 · 
1971 · 
1972 · 
1973 · 
1974 · 
1975 · 
1976 · 
1977 · 
1978 · 
1979 · 
1980 · 
1981 · 
1982 · 
1983 · 
1984 · 
1985 · 
1986 · 
1987 · 
1988 · 
1989 · 
1990 · 
1991 · 
1992 · 
1993 · 
1994 · 
1995 ·
1996 · 
1997 · 
1998 · 
1999 · 
2000 · 
2001 · 
2002 · 
2003 · 
2004 · 
2005 · 
2006 ·
2007 ·
2008 ·
2009 ·
2010 ·
2011 ·
2012 ·
2013 ·
2014 ·
2015 ·
2016 ·
2017 ·
2018 ·
2019 ·
2020 ·
2021 · 
2022 · 
2023 · 
2024 · 
2025

WK kunstschaatsen ·
WK kunstschaatsen junioren ·
Viercontinentenkampioenschap ·
Olympische Spelen